# Seesen
Seesen település Németországban, azon belül Alsó-Szászország tartományban. Lakosainak száma 19 185 fő (2023. december 31.). Seesen Bockenem és Hahausen községekkel határos.

## Népesség
A település népességének változása:
| Lakosok száma | 19 296 | 19 314 | 19 472 | 19 340 | 19 125 | 19 159 | 19 185 |
|               | 2015   | 2016   | 2017   | 2019   | 2021   | 2022   | 2023   |

## Ismert lakók
- Itt kezdte tanári pályáját Karl August Möbius német zoológus, ökológus.